# Elasticidade
Elasticidade é o ramo da física que estuda o comportamento de corpos materiais que se deformam ao serem submetidos a ações externas (forças devidas ao contato com outros corpos, ação gravitacional agindo sobre sua massa, etc.), retornando à sua forma original quando a ação externa é removida. 
Até um certo limite, dependente do material e temperatura, as tensões aplicadas são
aproximadamente proporcionais às deformações. A constante de proporcionalidade entre elas é chamada módulo de elasticidade ou módulo de Young. Quanto maior esse módulo, maior a tensão necessária para o mesmo grau de deformação, e portanto mais rígido é o material. A relação linear entre essas grandezas é conhecida como lei de Hooke.
{\displaystyle F=K.\Delta x}
A elasticidade linear entretanto, é uma aproximação; os materiais reais exibem algum grau de comportamento não-linear.
A teoria da elasticidade estuda de forma rigorosa a determinação das tensões, deformações e da relação entre elas para um sólido tridimensional. 
| Mecânica do contínuo Estudo da física de materiais contínuos | Mecânica dos sólidos Estudo da física de materiais contínuos com uma forma de repouso definida.             | Elasticidade Descreve materiais que retornam à sua forma de repouso depois que as tensões aplicadas são removidas.      | Elasticidade Descreve materiais que retornam à sua forma de repouso depois que as tensões aplicadas são removidas. |
| Mecânica do contínuo Estudo da física de materiais contínuos | Mecânica dos sólidos Estudo da física de materiais contínuos com uma forma de repouso definida.             | Plasticidade Descreve materiais que se deformam permanentemente após uma tensão aplicada superar um determinado limite. | Reologia Estudo de materiais com características de sólido e fluido.                                               |
| Mecânica do contínuo Estudo da física de materiais contínuos | Mecânica dos fluidos Estudo da física de materiais contínuos que se deformam quando submetidos a uma força. | Fluidos não newtonianos não apresentam taxas de deformação proporcionais às tensões cisalhantes aplicadas.              | Reologia Estudo de materiais com características de sólido e fluido.                                               |
| Mecânica do contínuo Estudo da física de materiais contínuos | Mecânica dos fluidos Estudo da física de materiais contínuos que se deformam quando submetidos a uma força. | Fluidos newtonianos apresentam taxas de deformação proporcionais às tensões cisalhantes aplicadas.                      | |

## Aplicação
O projeto de estruturas na construção civil usa as equações derivadas da teoria da elasticidade para dimensionar as colunas, vigas e lajes. De acordo com o peso que esses elementos vão suportar, além de seu peso próprio, e dos materiais utilizados (concreto ou aço), as máximas tensões calculadas não podem exceder o seu limite de escoamento. Como ilustração, o módulo de elasticidade do aço comum, usado nas perfis estruturais é de 21 000 kgf/mm2 e o limite de escoamento é de cerca de 21 kgf/mm2. Um fio de aço de 2 milímetros de diâmetro e 1 metro de comprimento, com uma pessoa pendurada a ele pesando 60 kg, fica aproximadamente 1 milímetro maior devido a esse peso, e não se rompe. Volta a ficar com 1 m após ser liberado da carga. 
Na construção mecânica, principalmente na aviação, onde não se pode abusar do recurso de superdimensionar os elementos estruturais para aumentar sua resistência, (o avião ficaria desnecessariamente pesado e portanto anti-econômico), o cálculo preciso é fundamental. Como as formas muitas vezes são complexas e difíceis de equacionar matematicamente, a solução é o uso da aproximação pelo método dos elementos finitos. Com o crescente poder de computação, esse método passou a ser largamente utilizado pela indústria a partir do final do século XX.

## Inelasticidade
Acima de uma determinada tensão, conhecida como limite elástico ou limite de escoamento, a relação entre tensões e deformações se quebra. Além deste limite, o sólido pode deformar-se irreversivelmente, exibindo um comportamento plástico. O início da deformação plástica significa normalmente o colapso de uma estrutura. 
Além disso, não só os sólidos exibem elasticidade. Alguns fluidos não-Newtonianos, como os fluidos viscoelasticos, também vão exibir elasticidade em certas condições. 